# 基西郡

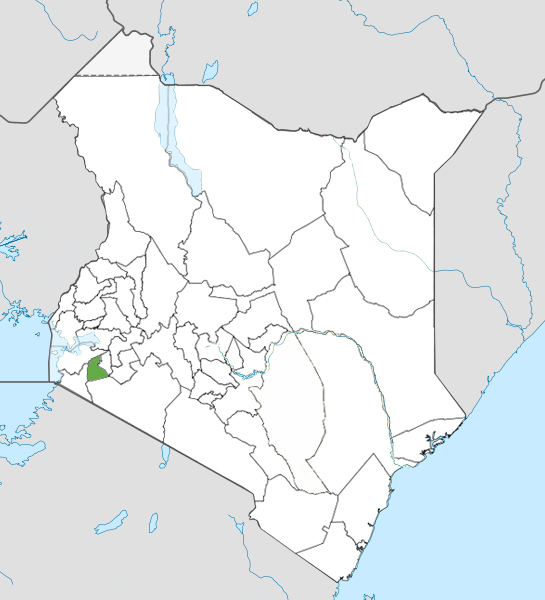

基西郡，是肯尼亞的一個郡，位於該國西南部，由尼揚扎省負責管轄，首府設於基西，始建於2013年3月4日，面積1,317.9平方公里，2009年人口1,152,282，人口密度每平方公里874.33人。